# Joseph Ridgeway
Joseph Ridgeway, Sir Joseph West (ur. 16 maja 1844, zm. 16 kwietnia 1930) – brytyjski dyplomata.
W latach 1880–1885 był dyplomatą na usługach rządu indyjskiego. Pracował następnie na placówkach dyplomatycznych w Petersburgu, Irlandii i Maroku. Był gubernatorem Cejlonu (1896-1903). Miał znaczny wkład w kształt konstytucji południowoafrykańskiej (1906).